# CMJ (editore)
CMJ Holdings Corp. è un'azienda multiservizi statunitense che si occupava dell'organizzazione di eventi musicali e della pubblicazione di riviste specializzate del settore.

## Storia e operazioni
La compagnia è stata fondata da Robert Haber nel 1978 come College Media Journal, una rivista bimestrale rivolta a programmatori radiofonici universitari ed è diventata CMJ New Music Report soltanto nel 1982.
CMJ.com pubblicava le prime trenta liste inviate loro dalle stazioni radio, che si iscrivono a un costo di poche centinaia di dollari l'anno. CMJ le ha precedentemente pubblicate nel CMJ New Music Report, il quotidiano ufficiale dell'azienda. La rivista è passata a un formato solo online ed è attualmente pubblicata settimanalmente come rivista digitale in formato PDF. Annessa a questa c'è stata la CMJ New Music Monthly, periodico con interviste, recensioni e rubriche speciali.
Lo staff riuniva il CMJ Music Marathon, convegni e festival musicale ogni autunno, a New York. Un secondo festival, il CMJ Rock Hall Music Fest, si è tenuto a Cleveland nel 2005 e nel 2006; nell'aprile 2007, gli organizzatori hanno annullato l'evento, citando le tensioni sulle risorse finanziarie e di personale.

## CMJ New Music Monthly
CMJ New Music Monthly è stato pubblicato a partire dal 1993. Ogni numero includeva un compact disc con 15-24 canzoni di band affermate, senza firma e tutto il resto. A partire dal numero 156 (1112 utilizzando la numerazione di CMJ New Music Report), datato 20 giugno 2009, la rivista ha cessato l'operazione e gli abbonati hanno sostituito il CMJ New Music Report con una compilation musicale disponibile online. Entro aprile 2010, ha smesso di fornire CMJ New Music Report ai suoi abbonati.